# Belversven
Het Belversven is een stroomdalven dat ligt in de noordwesthoek van de Kampina. Het is een van de vele vennen ten zuiden van Oisterwijk, in de Nederlandse provincie Noord-Brabant.

## Ligging
Het Belversven heeft een oppervlakte van ongeveer 8 ha en ligt ten zuiden van de spoorlijn tussen Oisterwijk en Boxtel. Iets ten westen van het ven stroomt het riviertje de Rosep.
In het gebied ten zuiden van Oisterwijk liggen veel grote en kleine vennen. Een aantal van die vennen, die zich bevinden in een bosgebied, maakt deel uit van het natuurreservaat Oisterwijkse Bossen en Vennen van Natuurmonumenten (750 ha). Het Belversven ligt iets oostelijk van dit reservaat, aan de rand van een ander natuurreservaat van Natuurmonumenten, de Kampina (ruim 1200 ha). Naar het oosten strekt zich een uitgestrekt heidegebied uit. In de negentiende eeuw was de omgeving van het ven bebost met dennen of met vliegdennen begroeid geraakt. Aan de oost- en noordoevers is in 2005 veel bos verwijderd.
De Oisterwijkse Bossen en Vennen en de Kampina vormen samen het Natura 2000-gebied Kampina & Oisterwijkse Vennen.

## Geschiedenis

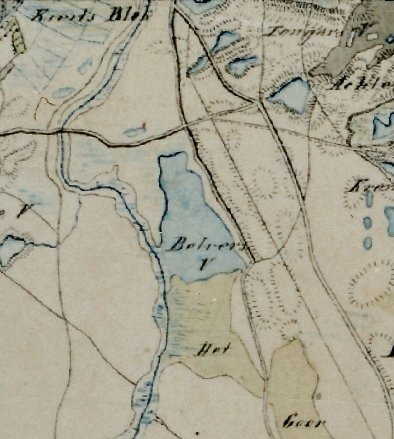
Topographisch Militaire Kaart 1850, uitsnede Belversven

Tegenwoordig wordt algemeen aangenomen dat het Belversven een stroomdalven is, dat ontstaan is in een vroegere beekbedding.. Omdat zowel de vorm als de ligging afwijken van veel andere vennen in de omgeving, neemt men aan dat het een restant is van een zuid-noord lopend smeltwaterdal, waarvan de loop aan het eind van het Weichselien verlegd is door dekzandvorming. Door de overheersende westelijke winden werd het dal verder uitgeblazen en werd aan de oostzijde zand afgezet.
Het Belversven heeft heel lang als visvijver dienst gedaan. Om die reden werd voedselrijk water van de Rosep ingelaten. Op een oude kaart is te zien dat rond 1850 het Belversven nog over een grote breedte met de Rosep verbonden was. Waarschijnlijk waren de beek en het ven alleen bij lagere waterstanden van elkaar gescheiden. Eigenlijk is pas na de "grote schoonmaak" van 2005/2006 een einde aan de visvangst gekomen.
In de omgeving van het Belversven is nooit bewoning geweest, op één uitzondering na. In de directe nabijheid van het Belversven woonde Frans van der Dungen (1880-1939), die bekend stond als kluizenaar en zonderling. Hij woonde in een hut, er wordt ook wel gesproken van een hol, en hij hield zwanen, pauwen, eenden, kalkoenen, fazanten en allerlei soorten kippen. Hij had ook een klein zwart-wit gevlekt paardje, dat luisterde naar de naam Tijger. Als F. Koster in Natuurmonumenten in Nederland de situatie ter plaatse beschrijft is het boerderijtje van Franske "gelukkig" al verdwenen, maar tekent de tuin met allerlei verwilderde kweekplanten en adventieven zich nog duidelijk af. "Ook hier staan vruchtboomen. De eigenaar van dit alles was een zonderling. Ofschoon hij zich best de weelde veroorloven kon om behoorlijk te wonen, verkoos hij het jaren lang in een hol verblijf te houden; later kwam het boerderijtje met een groote hoenderfokkerij tot stand. Hij had er zijn eigen landjes met aardappelen, zijn weitjes met vruchtboomen, zijn honderden kippen."
Anno 2010 herinnert alleen nog een eik aan "Franske".
In de jaren twintig en dertig van de twintigste eeuw werd er in het Belversven gezwommen, onder andere door de (tijdelijke) bewoners van het vakantieoord Morgenrood, dat iets verder naar het westen langs de Scheibaan stond. Tot ongenoegen van de notabelen van Oisterwijk werd er ook "gemengd" gezwommen.

## 2005/2006: "Grote schoonmaak"
In de jaren 2005 en 2006 is het Belversven uitgebaggerd. Daarnaast is op de oevers veel bos gekapt, is er wilgenstruweel verwijderd en zijn er stuwen geplaatst om het waterpeil te beheersen. De maatregelen waren gericht op toename van het aantal soorten libellen en planten.

## Zwakgebufferd ven

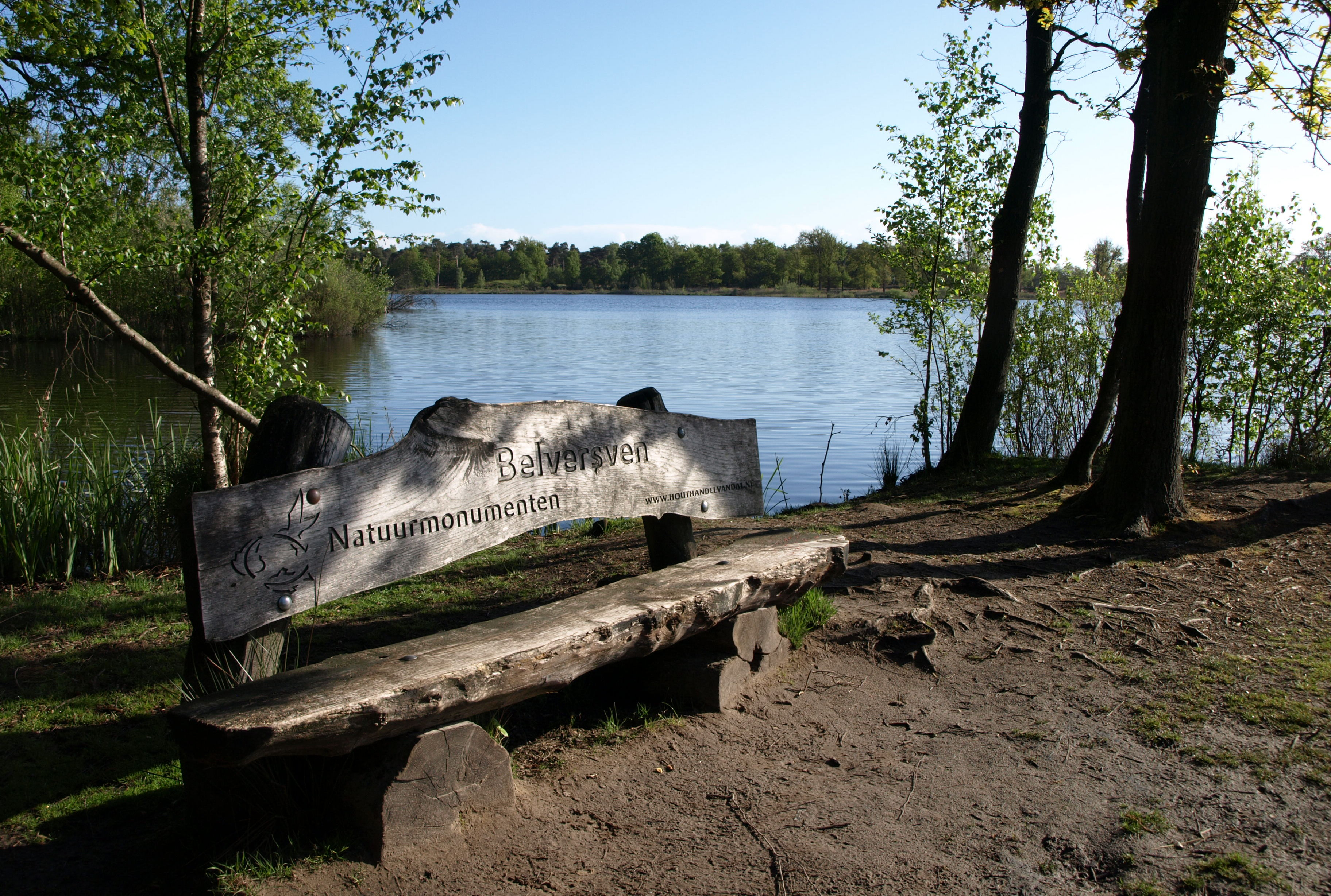
westoever

Het Belversven wordt (samen met het Winkelsven) wel aangemerkt als een van de soortenrijkste vennen van Nederland.
Het behoort tot het habitattype 'zwakgebufferd vennen' (code H3130). Dat zijn vennen met helder water en vegetaties van biesvormige planten. Het water is voedselarm, maar niet echt zuur. Zwakgebufferde vennen komen meestal voor in open heidelandschappen van hogere zandgronden. Ze worden bedreigd door verzuring, verdroging en luchtverontreiniging.
In het verleden werd het Belversven gevoed met lokale kwel uit de Kampina en mogelijk ook door overstromingen van de Rosep.
In zwakgebufferde vennen komen een groot aantal soorten planten voor, waaronder veel pioniersoorten van kale oevers en open water.
Een kanttekening die daarbij onmiddellijk gemaakt moet worden is dat de indeling in 'zwak gebufferd ven' niet altijd haarscherp is. De (oostelijke) heidekant van het Belversven heeft een zure, hoogveenachtige oeverzone en een hoogveenbosje aan de zuidkant. Op de oevers aan de beekdalzijde komen soorten voor van zeer zwak tot zwak gebufferd water.

## Flora en fauna
Het Belversven had en heeft een hoge natuurwaarde.
Rond 1940 kwam hier het grootbladig puntmos (Calliergon megalophyllum) voor. Deze soort is al voor 1970 uit Nederland verdwenen.
In 1986 zijn een groot aantal Middenbrabantse vennen qua vegetatie en waterchemie geïnventariseerd, waaronder het Belversven.
Anno 2015 kwam er vier soorten fonteinkruiden (Potamogeton) van de Rode lijst voor en sinds kort ook oeverkruid (Littorella uniflora).
In 2017 werd het Belversven beoordeeld als een zeer afwisselend en soortenrijk ven, "met verschillende vegetatietypen, van open water tot randen met riet of bos". In de eerste helft van de twintigste eeuw was het ven waarschijnlijk qua botanische diversiteit optimaal. De jaren tachtig vormden een dieptepunt in de kwaliteit. Na de uitvoering van de maatregelen in 2005 is die weer vooruitgegaan. Er komen ruim honderd soorten sieralgen (Desmidiaceae) voor. Er zijn 203 soorten kiezelwieren geteld.
Er zijn dertig soorten libellen waargenomen, waaronder de maanwaterjuffer (Coenagrion lunulatum). Ook voor vogels is het Belversven van belang. Er komen bijvoorbeeld roerdompen en blauwborsten en dodaarzen voor.

## Cultuur
Henk Helder (pseudoniem van Daniel Johannes von Balluseck) schreef in 1941 een jongensboek, waarin het Belversven een belangrijke rol speelt: Pasja en het geheim van Belversven.